# Bispiranella
Bispiranella es un género de foraminífero bentónico de la subfamilia Galeanellinae, de la familia Milioliporidae, de la superfamilia Soritoidea, del suborden Miliolina y del orden Miliolida. Su especie tipo es Bispiranella subcarinata. Su rango cronoestratigráfico abarca el Carniense (Triásico superior).

## Discusión
Algunas clasificaciones incluyen Bispiranella en la superfamilia Milioliporoidea.

## Clasificación
Bispiranella incluye a las siguientes especies:
- Bispiranella ovata †
- Bispiranella subcarinata †